# Çemberlitaş
Çemberlitaş ist ein Dorf (Köy) im Landkreis Ovacık der türkischen Provinz Tunceli. Im Jahre 2011 lebten in Çemberlitaş 19 Menschen.
Der Ort ist nicht zu verwechseln mit der gleichnamigen Konstantinssäule.